# Lincoln MKS
Lincoln MKS — полноразмерный  седан, представительского класса выпускаемый с мая 2008 года фордовским подразделением люксовых автомобилей — Lincoln. В модельном ряду заменил Lincoln Town Car (за 3 года, в течение которых Lincoln продавала остатки Town Car) и, таким образом, стал флагманом компании. В модельном ряду находится выше Lincoln MKZ. Цены в США стартуют с отметки 40 690$.
Как и Ford Taurus (который также является флагманом в модельном ряду Ford), MKS построен на платформе Ford D3. В сентябре 2008 года автомобиль был номинирован на звание «Автомобиль года» в США. В июне 2014 года специалисты американского агентства J.D. Power and Associates составили список самых надёжных автомобилей. Lincoln MKS был назван вторым самым надёжным среднеразмерным премиум-автомобилем (после Hyundai Genesis).

## Появление

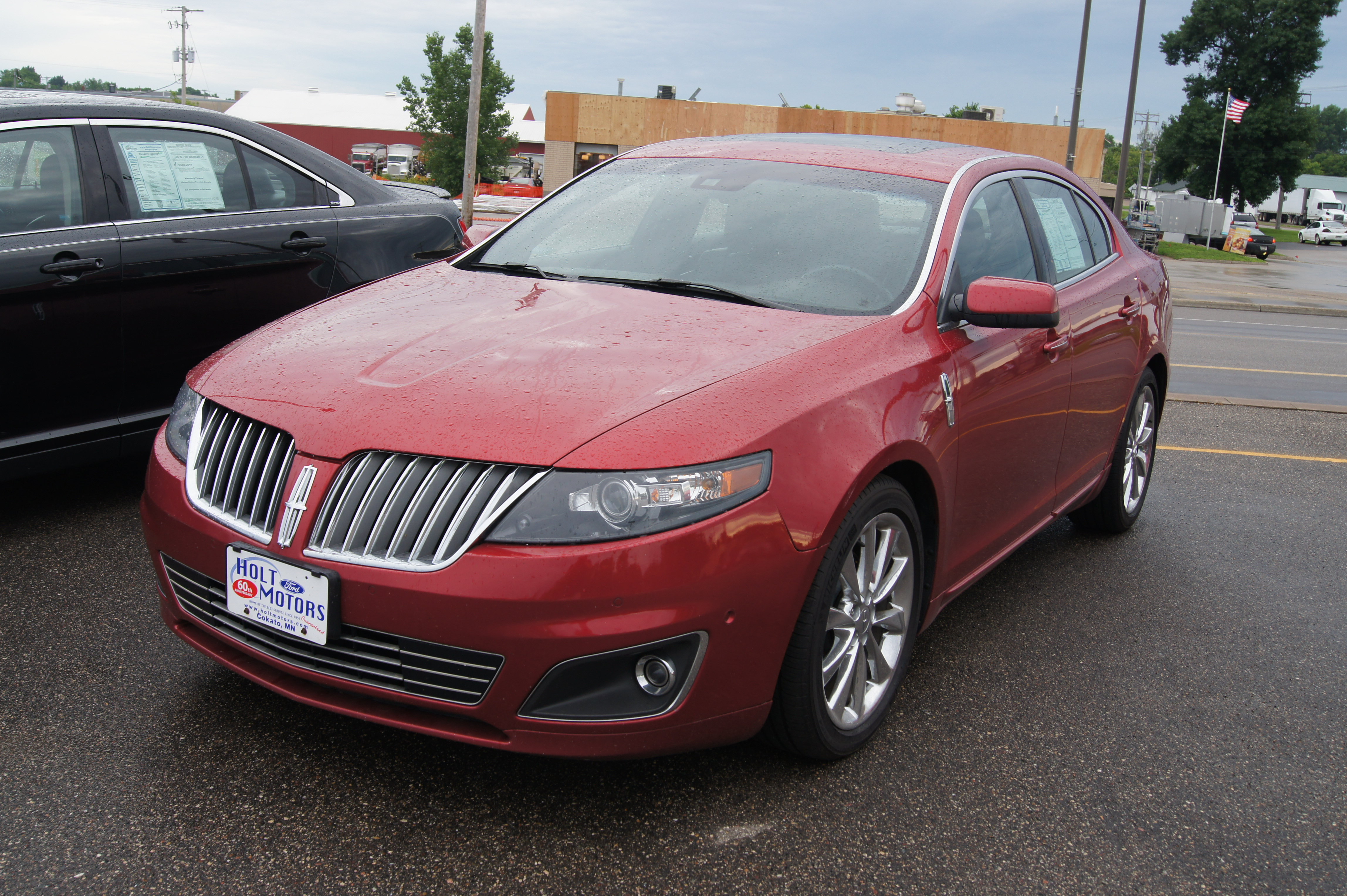
Дорестайлинговая версия

Впервые (как концепт-кар) представлен на Североамериканском международном автосалоне в январе 2006 года. В ноябре 2007 года на автосалоне в Лос-Анджелесе был представлен уже готовый автомобиль. На автосалоне также была объявлена информация о двигателях. На том же автосалоне в 2012 году была представлена рестайлинговая версия автомобиля.

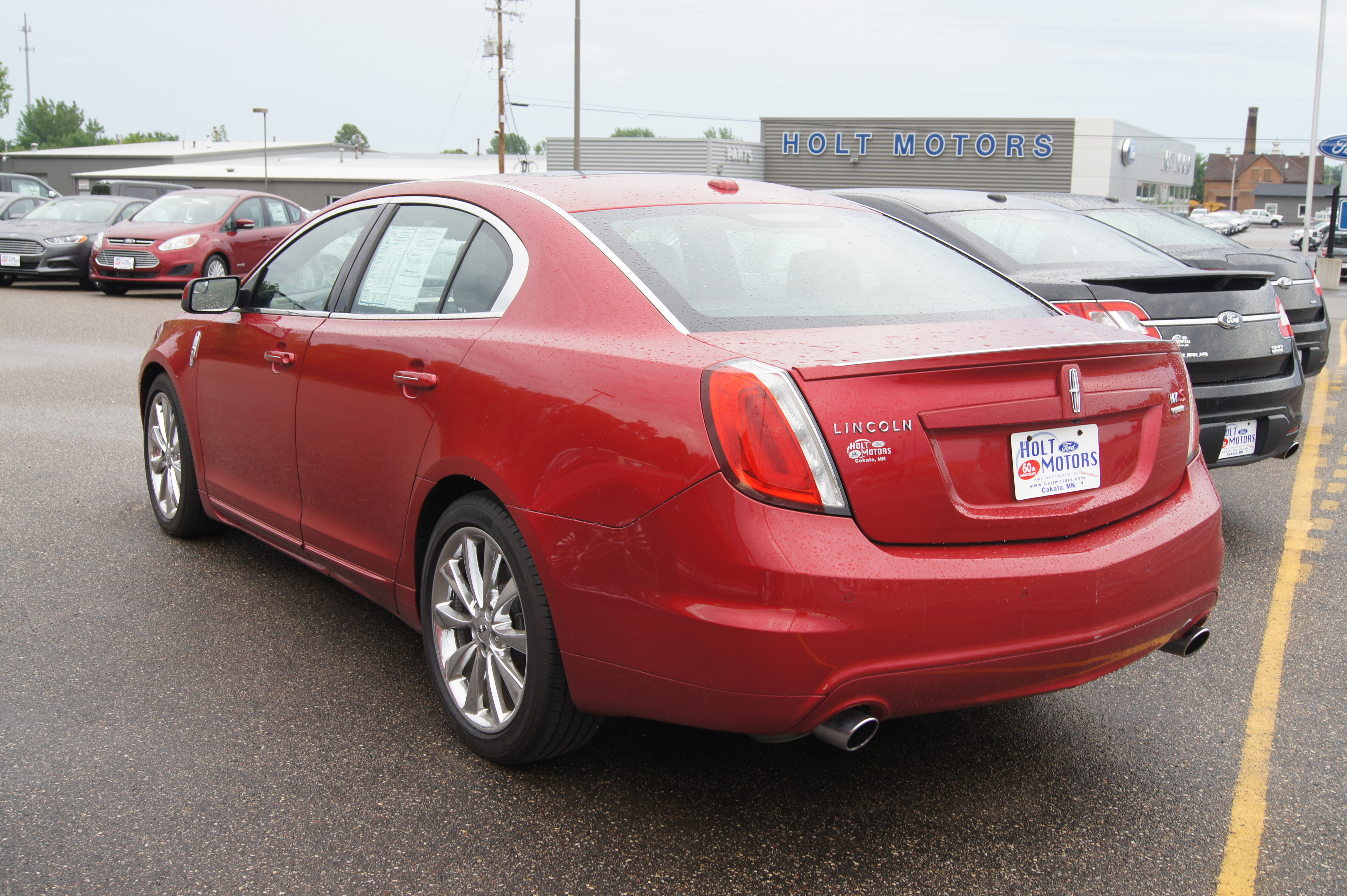
Дорестайлинговая версия (вид сзади)

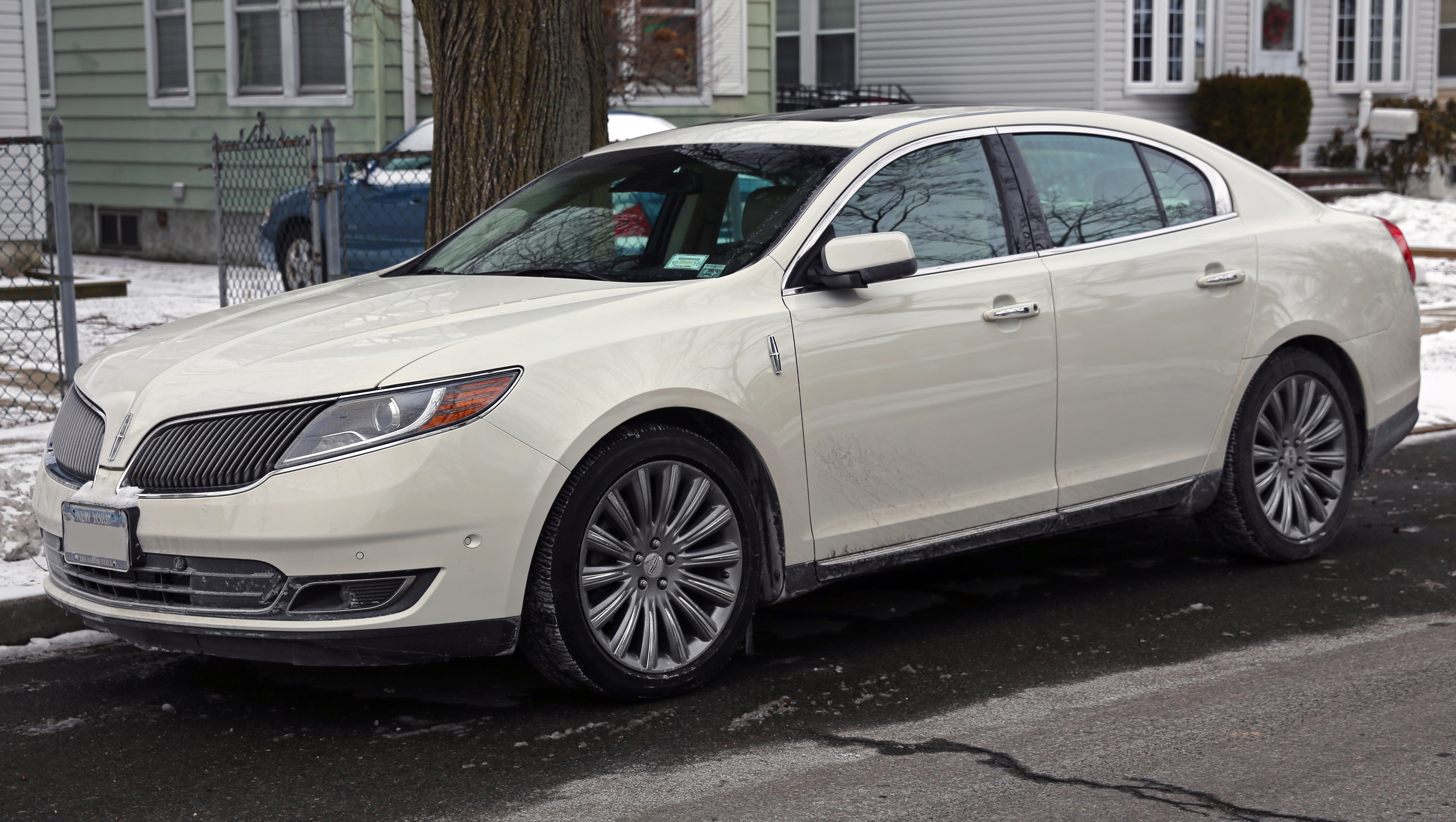
Рестайлинг

В июле 2010 года концепт-кар автомобиля, ранее представленный в январе 2006 года, был выставлен на продажу по цене от 40 до 60 тыс. долларов. От стандартной версии автомобиля концепт отличается наличием более мощного двигателя (4,4 л, 315 л. с.). Несмотря на то, что автомобиль способен нормально передвигаться по дорогам общего пользования, его запрещено водить в США по причине отсутствия сертификации.
В 2012 году был проведён рестайлинг модели автомобиля, а в 2016 году на смену седану Lincoln MKS пришёл Lincoln Continental.

## Оснащение

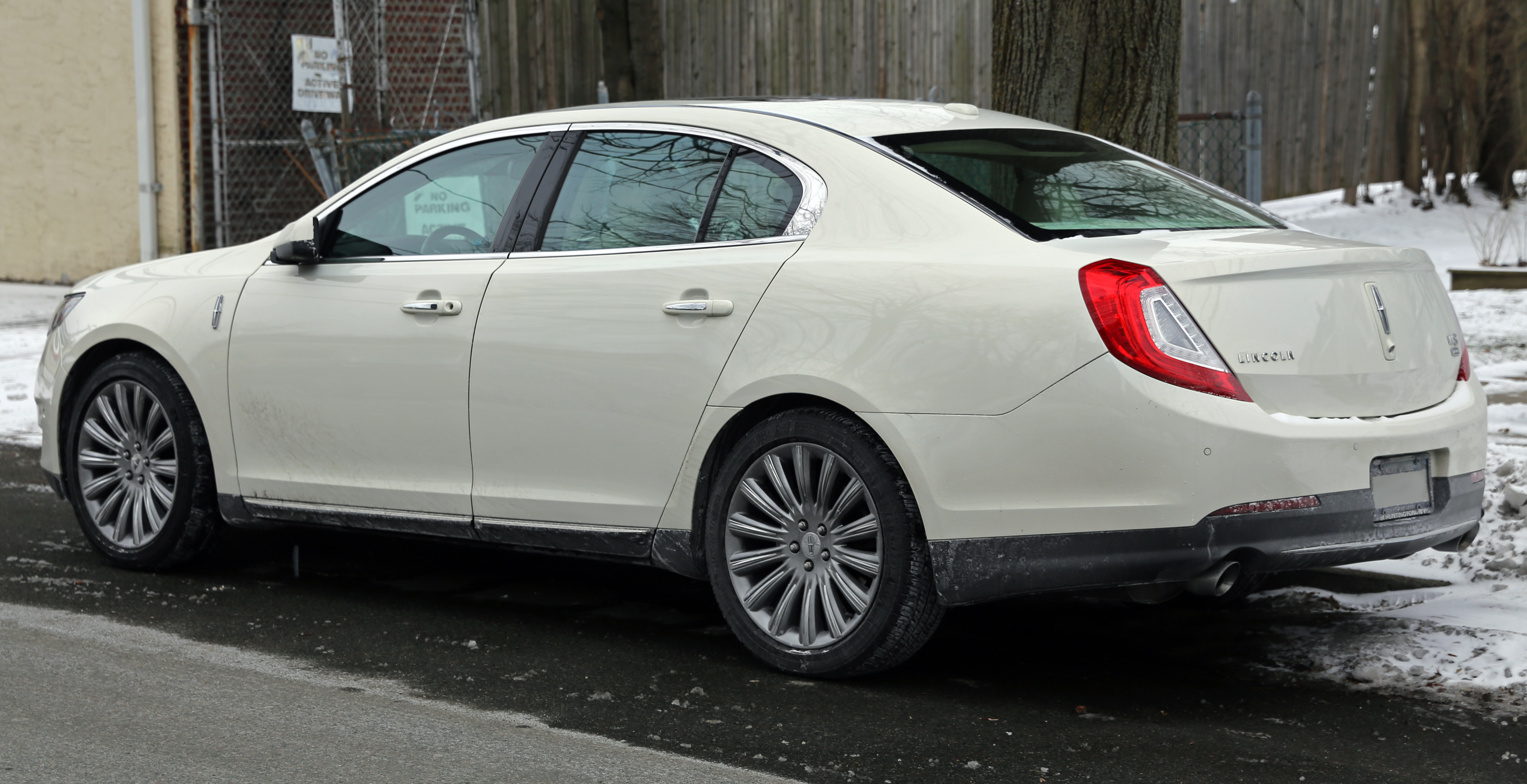
Рестайлинг (вид сзади)

Автомобиль может быть оснащён одним из двух бензиновых двигателей V6: турбированный 3,5-литровым мощностью 355 лошадиных сил, либо 3,7-литровым мощностью 273 или 305 лошадиных сил. Коробка передач одна: 6-ступенчатая автоматическая. Автомобиль имеет адаптивную подвеску и систему слежения за разметкой.

## Продажи вСША
| Календарный год      | Всего продано |
| -------------------- | ------------- |
| 2008                 | 12,982        |
| 2009                 | 17,174        |
| 2010                 | 14,417        |
| 2011                 | 12,217        |
| 2012                 | 12,524        |
| 2013                 | 10,793        |
| 2014 YTD*            | 1406          |
| Total sales to date: | 81,513        |